# Serginho (football, 1990)
Pour les articles homonymes, voir Serginho.
Sérgio Ricardo dos Santos Júnior, surnommé  Serginho, est un footballeur brésilien né le 3 décembre 1990 à Santos. Il évolue au poste de milieu de terrain au Santos FC, en Corée du Sud.

## Biographie
Serginho joue au Brésil, au Kazakhstan, et au Japon.
Il dispute cinq matchs en Ligue Europa avec le club kazakh du Kairat Almaty.

## Palmarès
- Vainqueur du Campeonato Paulista en 2010 avec le Santos FC
- Vainqueur du Campeonato Paulista (D3) en 2011 avec le Red Bull Brasil
- Vainqueur du Campeonato Paulista do Interior en 2011 avec l'Oeste FC
- Champion du Brésil de D3 en 2012 avec l'Oeste FC
- Champion du Brésil de D2 en 2013 avec Palmeiras